# Избирательные округа Островов Кука
На Островах Кука 24 избирательных округа.
- Аватиу-Руатонга-Палмерстон (остров Раротонга и Палмерстон)
- Акаоа (остров Раротонга)
- Амури-Уреиа (остров Аитутаки)
- Арутанга-Реуреу-Никаупара (остров Аитутаки)
- Ваипаэ-Тауту (остров Аитутаки)
- Ивируа (остров Мангаиа)
- Манихики (остров Манихики)
- Матавера (остров Раротонга)
- Мауке (остров Мауке)
- Митиаро (остров Митиаро)
- Муриэнуа (остров Раротонга)
- Нгатангииа (остров Раротонга)
- Никао-Панама (остров Раротонга)
- Онероа (остров Мангаиа)
- Пенрин (остров Пенрин)
- Пукапука-Нассау (острова Пукапука и Нассау)
- Ракаханга (остров Ракаханга)
- Руаау (остров Раротонга)
- Тамаруа (остров Мангаиа)
- Тенгатанги-Ареора-Нгатиаруа (остров Атиу)
- Теэнуи-Мапумаи (остров Атиу)
- Титикавека (остров Раротонга)
- Тупапа-Мараэренга (остров Раротонга)

Кроме того, в разное время существовали другие округа, в том числе для эмигрантов.